# Côte-Saint-Luc
Côte-Saint-Luc est une ville de l'agglomération de Montréal au Québec (Canada), enclavée majoritairement dans la ville de Montréal, mais qui partage des frontières plus ou moins longues avec Hampstead, Montréal-Ouest et Mont-Royal. Abritant une importante population anglophone, elle compte 34 504 habitants en 2021 sur un territoire d'environ sept kilomètres carrés.
Cette ville compte une grande communauté juive, avec cinq synagogues. On y retrouve aussi la paroisse Saint-Richard, sur le chemin Guelph.

## Toponymie
Le toponyme de Côte Saint-Luc apparaît sur les cartes dès la Nouvelle-France, vers 1660, peu après la fondation de Ville-Marie. Le territoire est défriché au début du XVIIIe siècle.
L'élément « Côte » fait référence au sens historique de ce mot qui signifie un groupement humain établi sur un côté du fleuve. Ce terme a même été utilisé pour désigner des populations passablement éloignées des cours d'eau.
Quant à la dénomination « Saint-Luc », celle-ci provient de l'officier et commerçant français Luc de La Corne Saint-Luc (1711-1784) qui vécut une bonne partie de sa vie à Montréal et de l'évangéliste Luc.
Le gentilé de la ville est en français « Côte-Saint-Luçois » ou encore, plus usité vu l'importante population anglophone, Côte Saint-Lucer.

## Histoire
Côte-Saint-Luc est érigé en municipalité de village le 1er juin 1903 par scission de Notre-Dame-de-Grâce. En 1914, elle se fait amputer de sa partie nord-est qui devient alors Hampstead. Le village se développe progressivement en recevant de nombreuses familles d'immigrants, dont des juifs allemands, des Écossais et des Britanniques. Il acquiert le statut de ville en 1958.
La municipalité s'accroît significativement dans les années 1960 alors que plusieurs promoteurs y érigent des tours d'appartements.
Dans le cadre des réorganisations municipales québécoises, la ville est fusionnée à Montréal le 1er janvier 2002 et devient l'un de ses arrondissements avec les villes de Hampstead et de Montréal-Ouest, soit l'arrondissement Côte-Saint-Luc–Hampstead–Montréal-Ouest.
Toutefois, après l'avoir promis maintes fois durant la campagne électorale de 2003, le gouvernement de Jean Charest permet aux habitants des villes fusionnées par le gouvernement précédent de se prononcer via un référendum sur le maintien ou non de la fusion. Le 20 juin 2004, les citoyens de Côte-Saint-Luc – comme ceux de Hampstead et Montréal-Ouest – votent pour la reconstitution de leur ancienne municipalité dans une proportion de 87 % des votants et avec une participation de 40,4 % des inscrits. Le 1er janvier 2006, Côte-Saint-Luc redevient une ville à part entière.

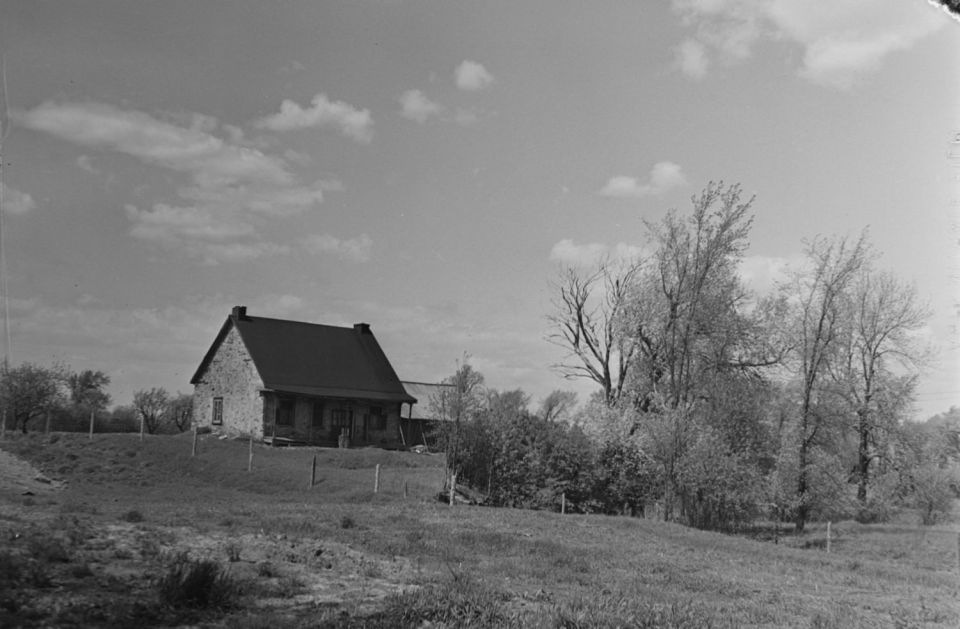
Ferme à Côte-Saint-Luc en 1941.
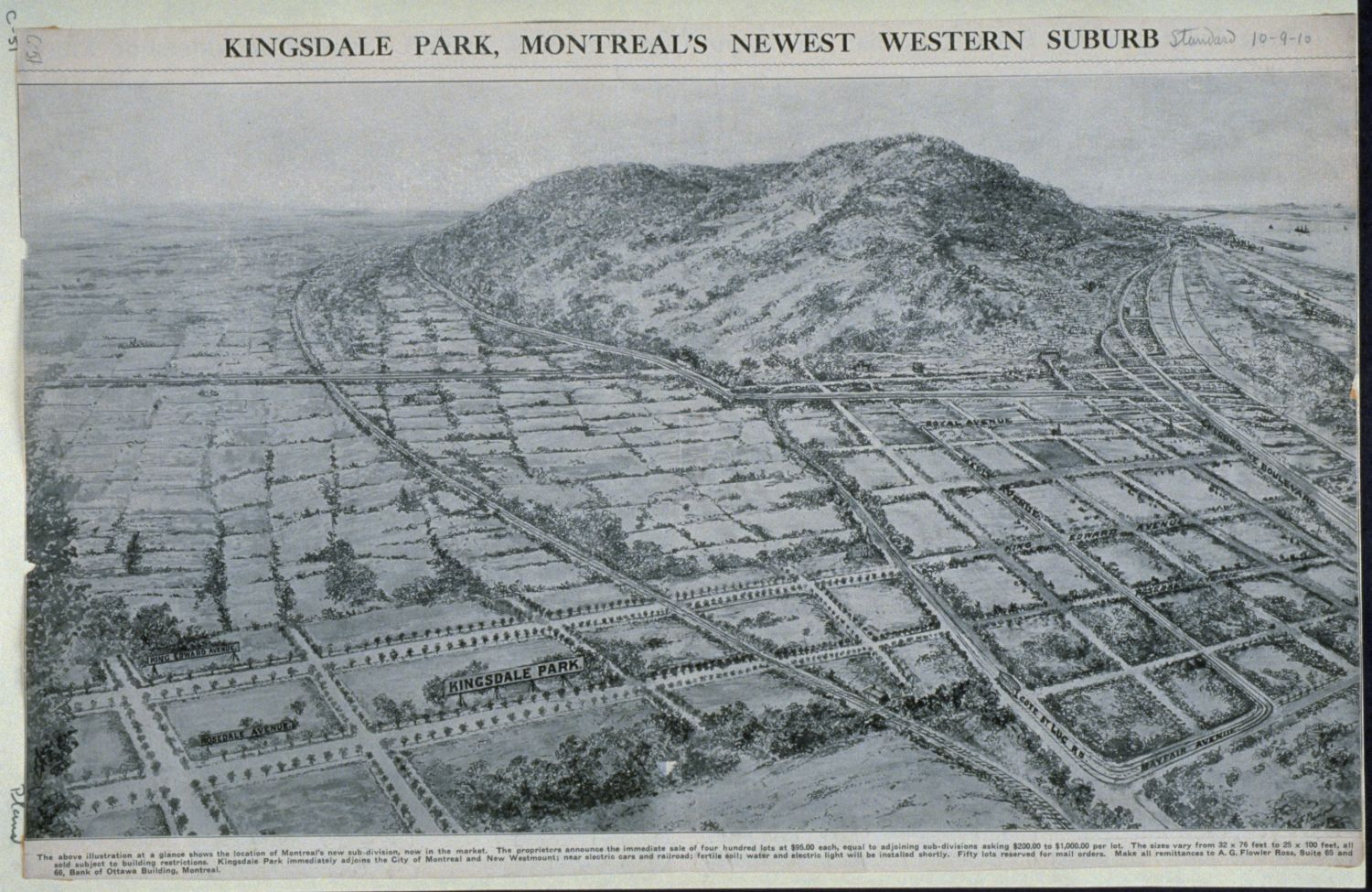
Aux origines de Côte-Saint-Luc : promotion immobilière à Kingsdale Park (1910)[4].

## Géographie
Située dans le centre-ouest de l'île de Montréal, Côte-Saint-Luc est imbriquée entre l'arrondissement Côte-des-Neiges–Notre-Dame-de-Grâce à l'est, celui de Lachine au sud et à l'ouest, la ville de Hampstead au nord-est, celle de Montréal-Ouest au sud-est ainsi que celle de Mont-Royal au nord sur une distance pratiquement négligeable.
Son territoire est discontinu : il est composé d'une grande partie et de deux exclaves de très petite envergure, soit l'une à l'est de Hampstead constituée de l'avenue Macdonald et l'une au nord de cette même ville constituée de la rue David-Lewis.

## Démographie
| 1911 | 1916 | 1921 | 1926 | 1931 | 1936 | 1941 | 1946 |
| ---- | ---- | ---- | ---- | ---- | ---- | ---- | ---- |
| 303  | -    | 377  | -    | 490  | -    | 776  | -    |

| 1951  | 1956  | 1961   | 1966   | 1971   | 1976   | 1981   | 1986   |
| ----- | ----- | ------ | ------ | ------ | ------ | ------ | ------ |
| 1 083 | 5 914 | 13 266 | 20 546 | 24 380 | 25 721 | 27 531 | 28 582 |

| 1991   | 1996   | 2001   | 2006   | 2011   | 2016   | 2021   | - |
| ------ | ------ | ------ | ------ | ------ | ------ | ------ | - |
| 29 955 | 29 365 | 29 434 | 31 395 | 32 321 | 32 448 | 34 504 | - |

## Administration
Le maire de la ville est Mitchell Browstein depuis mars 2016. Il a remplacé Anthony Housefather après que celui-ci ait été élu à la chambre des communes du Canada.
Les conseillers municipaux actuels :
- District 1 : Sebag Oren
- District 2 : Mike Cohen
- District 3 : Dida Berku
- District 4 : Steven Erdelyi
- District 5 : Mitch Kujavsky
- District 6 : Lior Azerad
- District 7 : Sidney Benizri
- District 8 : Andee Shuster

| Côte-Saint-Luc Maires depuis 2005                                                                                    |                     |                                          |          |
| Élection | Maire               | Qualité                                  | Résultat |
| 2005 | Anthony Housefather | Élu député libéral de Mont-Royal en 2015 | Voir     |
| 2009 | Anthony Housefather | Élu député libéral de Mont-Royal en 2015 | Voir     |
| 2013 | Anthony Housefather | Élu député libéral de Mont-Royal en 2015 | Voir     |
| 2016 | Mitchell Brownstein |                                          | Voir     |
| 2017 | Mitchell Brownstein | Voir                                     |          |
| 2021 | Mitchell Brownstein | Voir                                     |          |
| Élection partielle en italique Depuis 2005, les élections sont simultanées dans toutes les municipalités québécoises |                     |                                          |          |

### Jumelages
- Israël : Ashkelon depuis 1975[8]

## Personnalités
L'une des figures emblématiques de la série télévisée Star Trek, William Shatner, est originaire de Côte-Saint-Luc.